# Le Miracle de la cellule 7
Pour plus de détails, voir Fiche technique et Distribution.
Le Miracle de la cellule 7 (Yedinci Koğuştaki Mucize), ou Cellule numéro 7, est un film dramatique turc réalisé par Mehmet Ada Öztekin (tr), sorti en 2019. C’est un remake du film sud-coréen Miracle in Cell No. 7.

## Synopsis
Memo, un berger souffrant d'un handicap mental, vit avec sa fille et sa mère dans un village de la côte égéenne turque au début des années 1980, pendant la période du coup d’État. Un beau jour, en 1983, la vie de Memo se voit subitement bouleversée quand meurt accidentellement Seda, la fille du lieutenant-colonel Aydan, un haut responsable durant la loi martiale. Memo est accusé à tort de meurtre et est condamné à mort. Il se retrouve en prison dans la cellule numéro sept. Il est peu probable qu'il y survive mais alors que tous ceux qui peuplent la cellule sept l'avaient d'abord accueilli avec haine, ils commencent progressivement à être convaincus de son innocence en témoignant de son grand cœur. Avec le temps, tous ceux que Memo touche se mobilisent pour lui sauver la vie.

## Fiche technique
Sauf indication contraire, les informations mentionnées dans cette section peuvent être confirmées par la base de données cinématographiques IMDb,  présente dans la section « Liens externes ».
- Titre original : Yedinci Koğuştaki Mucize
- Titre français : Le Miracle de la cellule 7 ou Cellule numéro 7
- Réalisation : Mehmet Ada Öztekin (tr)
- Scénario : Özge Efendioglu et Kubilay Tat
- Musique : Hasan Özsüt
- Direction artistique : Hakan Yarkın
- Photographie : Torben Forsberg
- Montage : Ruşen Dağhan
- Production : Saner Ayar et Sinan Turan

Production déléguée : Cengiz Çağatay
- Société de production : O3 Turkey Medya
- Société de distribution : CJ Entertainment Turkey
- Pays d'origine :  Turquie
- Langue originale : turc
- Format : couleur - 35 mm - 2.35:1 - son stéréo
- Genre : drame
- Durée : 132 minutes
- Dates de sortie :
  - France : 10 octobre 2019
  - Turquie : 11 octobre 2019

## Distribution
- Aras Bulut İynemli (VFB : Antoni Lo Presti) : Memo
- Nisa Sofiya Aksongur (VFB : Sanae Saïdi) : Ova, la fille de Memo
  - Hayal Köseoglu : Ova à 27 ans
- Celile Toyon (tr) (VFB : Myriam Thyrion) : Fatma, la mère de Memo
- Deniz Baysal (tr) (VFB : Claire Tefnin) : Mine, l'institutrice
- İlker Aksum (tr) : Askorozlu
- Mesut Akusta (tr) : Yusuf
- Sarp Akkaya (tr) : Nail, le directeur de la prison
- Deniz Celiloğlu (en) : le capitaine Faruk
- Yurdaer Okur (tr) : le lieutenant-colonel Aydin
- Gülçin Kültür Şahin (VFB : Célia Torrens) : Hatice, l'épouse d'Askorozlu

## Production
Le tournage a lieu en Turquie, précisément à Muğla et à Beykoz (district d'Istanbul).